# Grube Bavaria
Die Grube Bavaria ist eine ehemalige Buntmetallerzgrube im Bensberger Erzrevier in Overath. Der Fundpunkt lag in der Ortschaft Oberbech in Steinenbrück.

## Geschichte
Das Längenfeld Bavaria war am 5. Juni 1856 auf Bleiglanz, Kupferkies und Spateisenstein verliehen worden. Dabei handelte es sich um einen Stollen, der in der Literatur als „nicht gebauter Gang“ geführt wird.

## Lage und Relikte
Der Stollen Bavaria ist auf einem Situationsriss von 1868 zusammen mit dem Stollen der Grube Hermann zu finden. In der Geologischen Lagerstättenkarte von 1882 erscheint er als Eisenerzgang. Über ehemalige Eigentümer und einen Betrieb der Grube ist nichts bekannt. Das Stollenmundloch befindet sich auf einem Privatgrundstück in Heidermühle und ist mit einem Ziegelsteinmauerwerk verschlossen. Auf dem nach Süden ansteigenden Wiesengelände sieht man die Pinge von einem Luftschacht. Etwa 10 Meter westlich von dem Stollen Bavaria zeigt sich das verbrochene Stollenmundloch der Grube Hermann.

## Die Konsolidation Bavaria
Am 13. August 1859 wurde das Längenfeld Bavaria mit weiteren 28 Eisenerzgruben als Grube Bavaria konsolidiert. Die konsolidierte Grube Bavaria wurde am 31. Januar 1860 auf Eisen- und Manganerze verliehen. Sie bestand aus insgesamt 29 Einzelfeldern, die sich im Raum Immekeppel, Linde, Engelskirchen und Heiligenhaus verteilten. Einzelheiten über den Betrieb sind nicht bekannt.